# 吉野町駅
吉野町駅（よしのちょうえき）は、神奈川県横浜市南区吉野町3丁目にある、横浜市営地下鉄ブルーライン（1号線）の駅である。駅番号はB14。
1972年に廃止された横浜市電の吉野町三丁目電停と同じ場所にある。

## 概要
国道16号と神奈川県道21号横浜鎌倉線（鎌倉街道）の交点である吉野町交差点の直下に所在する。当地はかつては海の中で、江戸時代前期に吉田勘兵衛によって開墾された吉田新田の中にある。当駅で横浜市営地下鉄2号線（のちに計画廃止）と交差する、乗換駅として設計された。
当駅と阪東橋駅との駅間距離は500mで、これはブルーラインでは一番短い。

## 歴史
- 1972年（昭和47年）12月16日 - 開業。
- 2007年（平成19年）6月9日 - ホームドアの使用を開始。
- 2012年（平成24年）4月10日 - docomo Wi-Fiによる、公衆無線LANサービス開始。

### 駅名の由来
地名から採られた。「吉野町」の由来は楠木正行の故事から採ったとされている。

## 駅構造
島式ホーム1面2線を持つ地下駅。

### のりば
| 番線 | 路線         | 行先         |
| ---- | ------------ | ------------ |
| 1    | ブルーライン | 湘南台方面   |
| 2    | ブルーライン | あざみ野方面 |

- 上表の路線名は旅客案内上の名称で記載している。

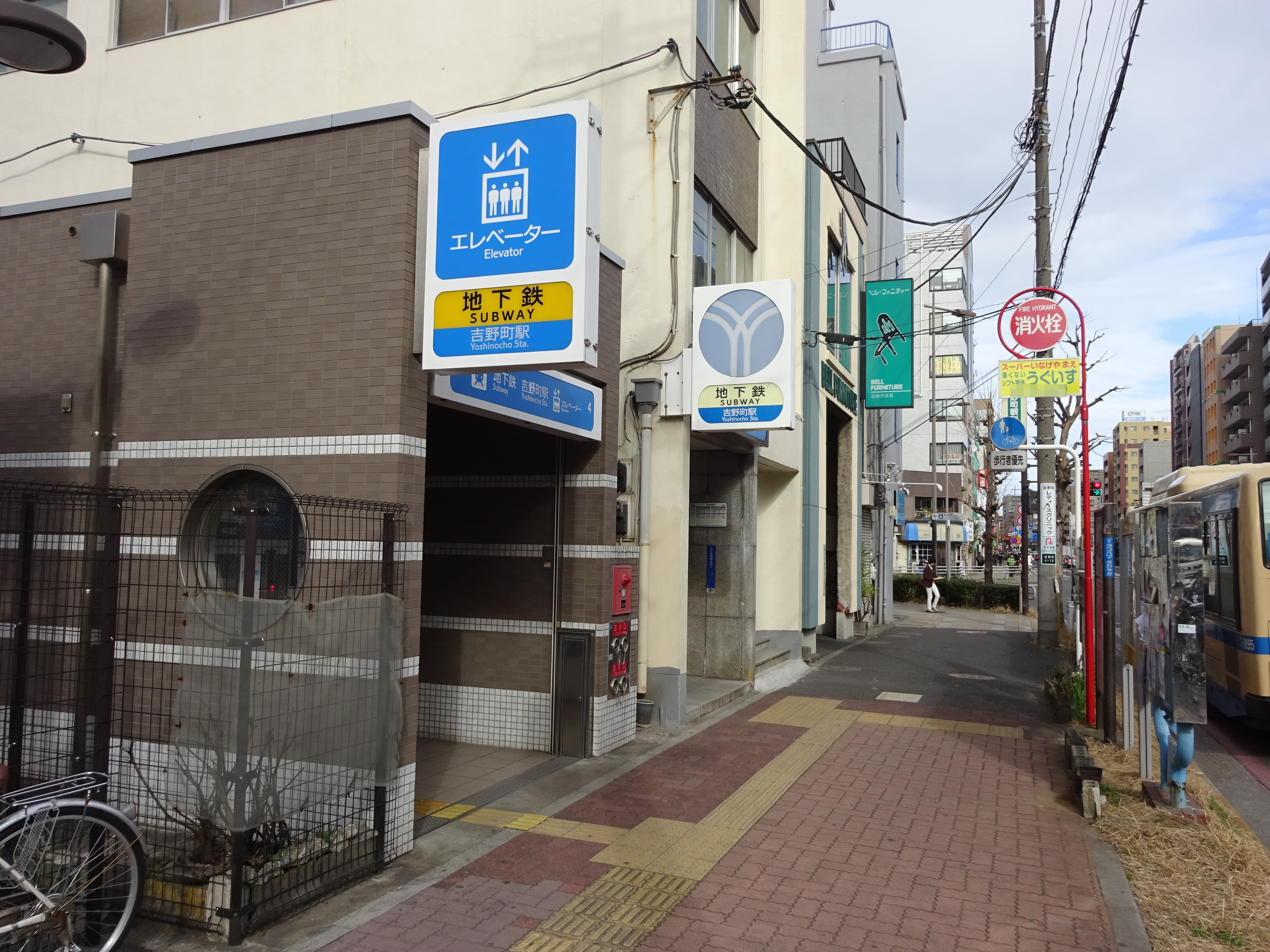
4番出入口（2016年2月）
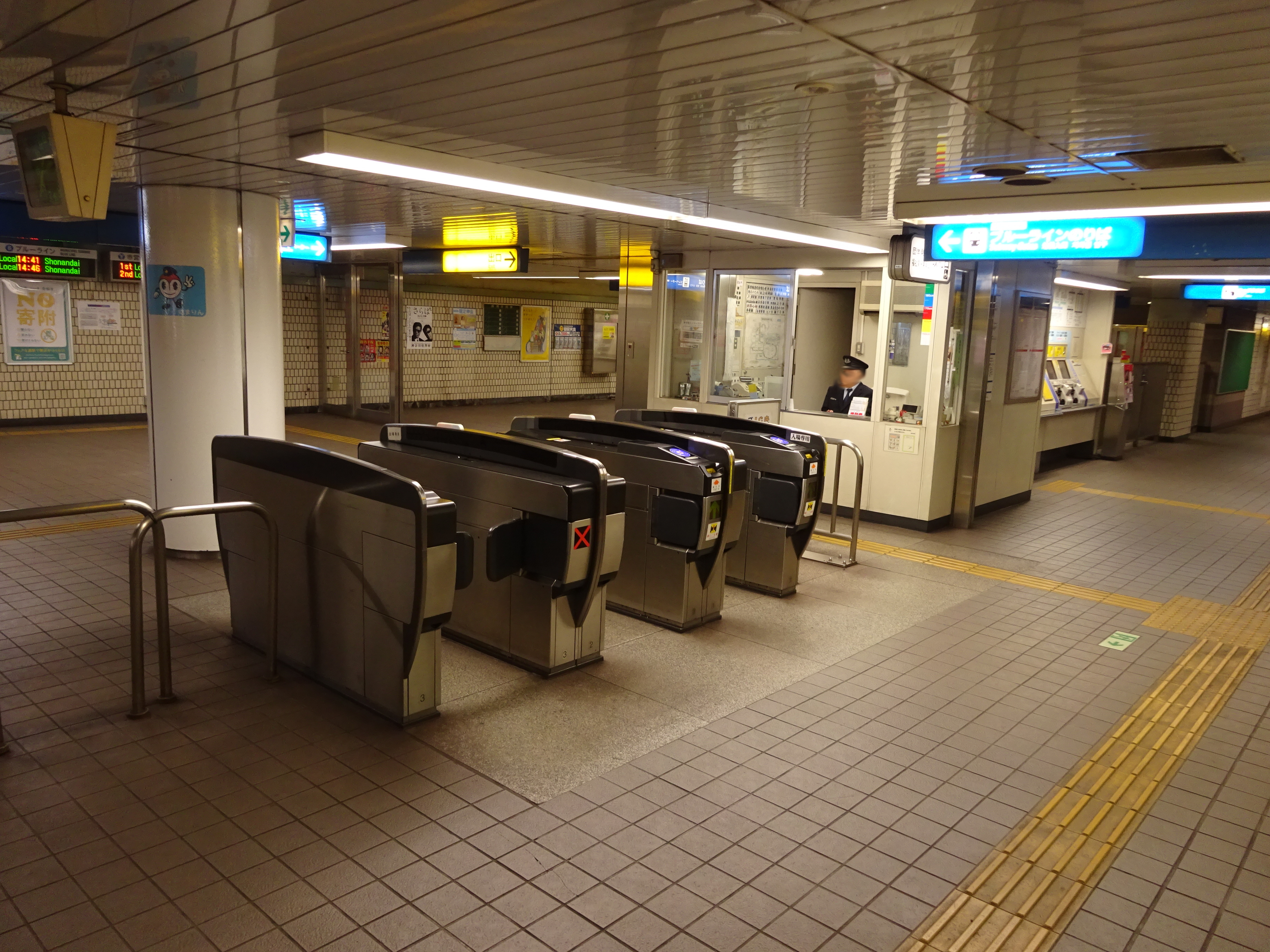
改札口（2016年2月）
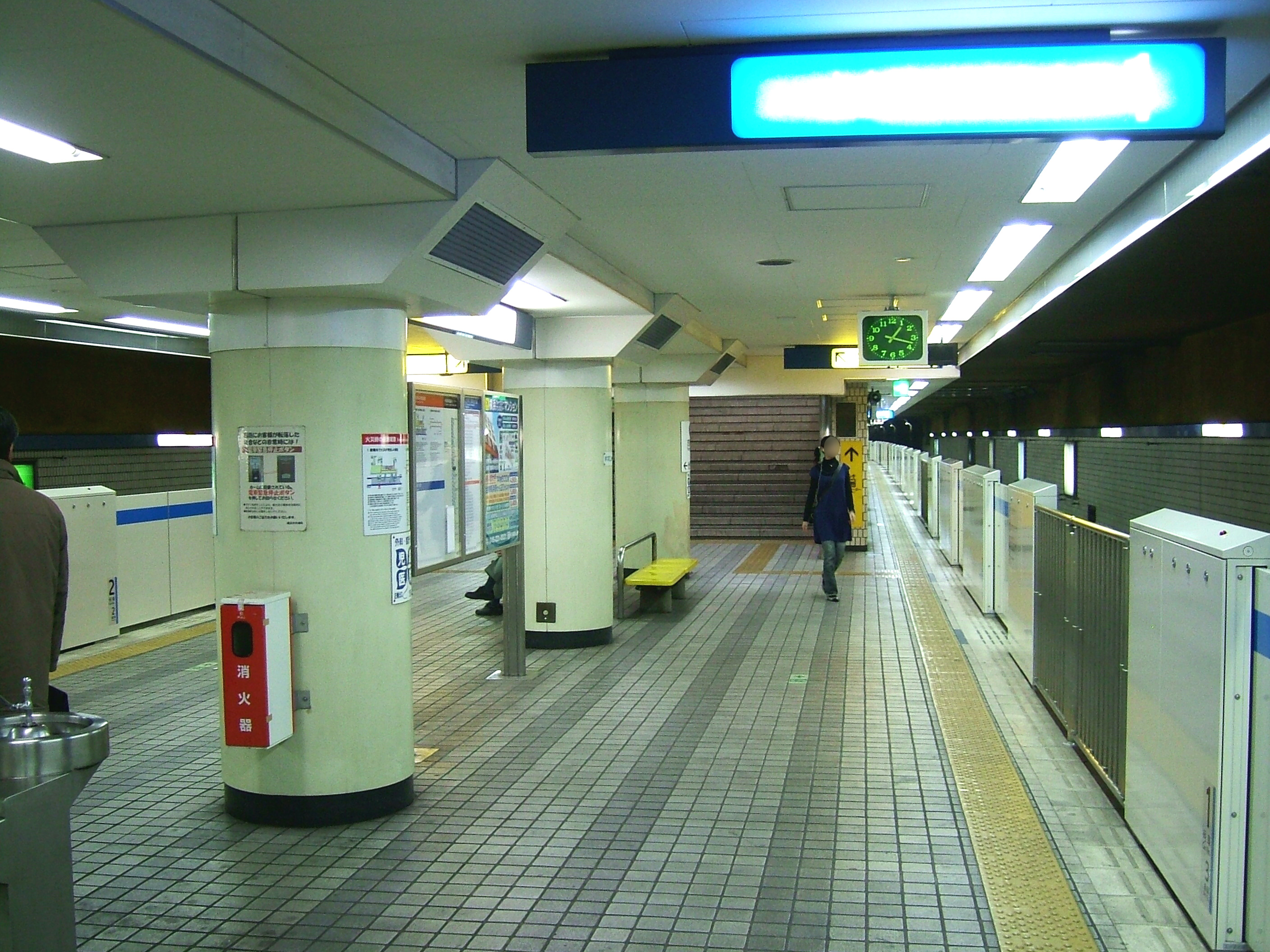
ホーム（2008年3月）

## 利用状況

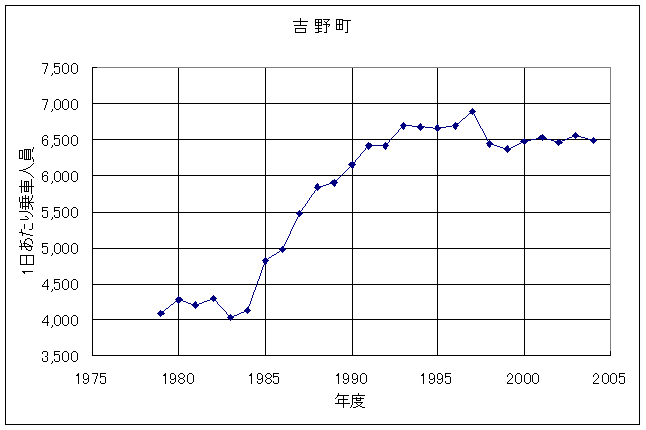
1日あたり乗車人員の推移

2022年（令和4年）度の1日平均乗降人員は15,759人（乗車人員：7,977人、降車人員：7,782人）である。
近年の1日平均乗降・乗車人員推移は下記の通り。
| 年度               | 1日平均 乗降人員 | 1日平均 乗車人員 | 出典     |
| ------------------ | ---------------- | ---------------- | -------- |
| 1979年（昭和54年） |                  | 4,092            |          |
| 1980年（昭和55年） |                  | 4,277            |          |
| 1981年（昭和56年） |                  | 4,202            |          |
| 1982年（昭和57年） |                  | 4,294            |          |
| 1983年（昭和58年） |                  | 4,026            |          |
| 1984年（昭和59年） |                  | 4,132            |          |
| 1985年（昭和60年） |                  | 4,821            |          |
| 1986年（昭和61年） |                  | 4,986            |          |
| 1987年（昭和62年） |                  | 5,473            |          |
| 1988年（昭和63年） |                  | 5,840            |          |
| 1989年（平成元年） |                  | 5,910            |          |
| 1990年（平成02年） |                  | 6,146            |          |
| 1991年（平成03年） |                  | 6,409            |          |
| 1992年（平成04年） |                  | 6,415            |          |
| 1993年（平成05年） |                  | 6,698            |          |
| 1994年（平成06年） |                  | 6,686            |          |
| 1995年（平成07年） |                  | 6,669            | [ * 1 ]  |
| 1996年（平成08年） |                  | 6,690            |          |
| 1997年（平成09年） |                  | 6,899            |          |
| 1998年（平成10年） |                  | 6,442            | [ * 2 ]  |
| 1999年（平成11年） | 12,866           | 6,377            | [ * 3 ]  |
| 2000年（平成12年） | 13,000           | 6,480            | [ * 3 ]  |
| 2001年（平成13年） | 13,288           | 6,527            | [ * 4 ]  |
| 2002年（平成14年） | 12,793           | 6,460            | [ * 5 ]  |
| 2003年（平成15年） | 13,022           | 6,610            | [ * 6 ]  |
| 2004年（平成16年） | 12,815           | 6,492            | [ * 7 ]  |
| 2005年（平成17年） | 13,187           | 6,672            | [ * 8 ]  |
| 2006年（平成18年） | 13,327           | 6,804            | [ * 9 ]  |
| 2007年（平成19年） | 13,224           | 6,725            | [ * 10 ] |
| 2008年（平成20年） | 12,563           | 6,390            | [ * 11 ] |
| 2009年（平成21年） | 13,178           | 6,684            | [ * 12 ] |
| 2010年（平成22年） | 13,492           | 6,840            | [ * 13 ] |
| 2011年（平成23年） | 13,146           | 6,677            | [ * 14 ] |
| 2012年（平成24年） | 13,421           | 6,798            | [ * 15 ] |
| 2013年（平成25年） | 14,267           | 7,225            | [ * 16 ] |
| 2014年（平成26年） | 14,849           | 7,505            | [ * 17 ] |
| 2015年（平成27年） | 14,970           | 7,566            | [ * 18 ] |
| 2016年（平成28年） | 15,061           | 7,622            | [ * 19 ] |
| 2017年（平成29年） | 15,402           | 7,794            | [ * 20 ] |
| 2018年（平成30年） | 15,707           | 7,950            | [ * 21 ] |
| 2019年（令和元年） | 16,066           | 8,131            | [ * 22 ] |
| 2020年（令和02年） | 13,030           | 6,593            |          |
| 2021年（令和03年） | 14,330           | 7,245            |          |
| 2022年（令和04年） | 15,759           | 7,977            |          |

## 駅周辺
- 南太田駅（京浜急行電鉄本線）
- 国道16号
- 神奈川県道21号横浜鎌倉線（鎌倉街道）
- 横浜市立共進中学校
- 横浜市立日枝小学校
- 日枝神社（通称：お三の宮）
- 横浜吉野町郵便局
- 横浜南太田郵便局

## バス路線
吉野町駅
- 1番出入口前
  - 横浜市営バス
    - 113 - 磯子車庫行（滝頭・磯子駅経由）
- 2番出入口前
  - 横浜市営バス
    - 79 - 日本大通り駅県庁前・港町行 ※日本大通り駅県庁前行は平日・土曜朝夕のみ
    - 113・327（急行） - 桜木町駅行（羽衣町経由） ※327は平日朝のみ
    - 199 - 南区総合庁舎・関内駅北口循環

  - 神奈川中央交通
    - 戸03・東06 - 県庁入口行（羽衣町経由） ※平日のみ
    - 船20 - 桜木町駅行（羽衣町経由）
    - 横43・横44・港61 - 横浜駅東口行（羽衣町・桜木町駅経由）
    - 戸45 - 桜木町駅行（南区総合庁舎・羽衣町経由） *平日2本
- 3番出入口前
  - 横浜市営バス
    - 79・199 - 平和台折返場行（井土ヶ谷駅経由）

  - 神奈川中央交通
    - 船20 - 大船駅行（上大岡駅経由）
    - 港61 - 港南台駅行（上大岡駅経由）
- 吉野町三丁目交差点北側（北方向）
  - 横浜市営バス
    - 156 - パシフィコ横浜・桜木町駅行（日ノ出町駅経由） ※パシフィコ横浜行は平日のみ

  - 神奈川中央交通
    - 戸03・横43 - 戸塚駅東口行（井土ヶ谷経由）
    - 横44・戸45 - 戸塚駅東口行（井土ヶ谷・こども医療センター経由）
- 吉野町三丁目交差点北側（南方向）
  - 横浜市営バス
    - 156 - 滝頭行

## その他
- 横浜市交通局発行のみなとぶらりチケットの適用区間は当駅までである。また、京浜急行電鉄発行の「横浜1DAYきっぷ」は弘明寺から蒔田間においてはフリー区間ではないため、途中下車は横浜駅から当駅までの各駅と上大岡駅に限られる。

## 隣の駅
横浜市営地下鉄
 ブルーライン（1号線）
■快速
通過
■普通
蒔田駅 (B13) - 吉野町駅 (B14) - 阪東橋駅 (B15)